# Denversaurus schlessmani
Denversaurus (il cui nome significa "lucertola di Denver") è un genere estinto di dinosauro ankylosauride nodosauride vissuto nel Cretaceo superiore circa 70-65 milioni di anni fa, nel Nord America. L'unica specie ascritta a questo genere è D. schlessmani. Nonostante sia stato a lungo riconosciuto come un sinonimo junior di Edmontonia, recenti studi lo hanno rivalutato rendendolo a tutti gli effetti un genere a sé stante.

## Descrizione

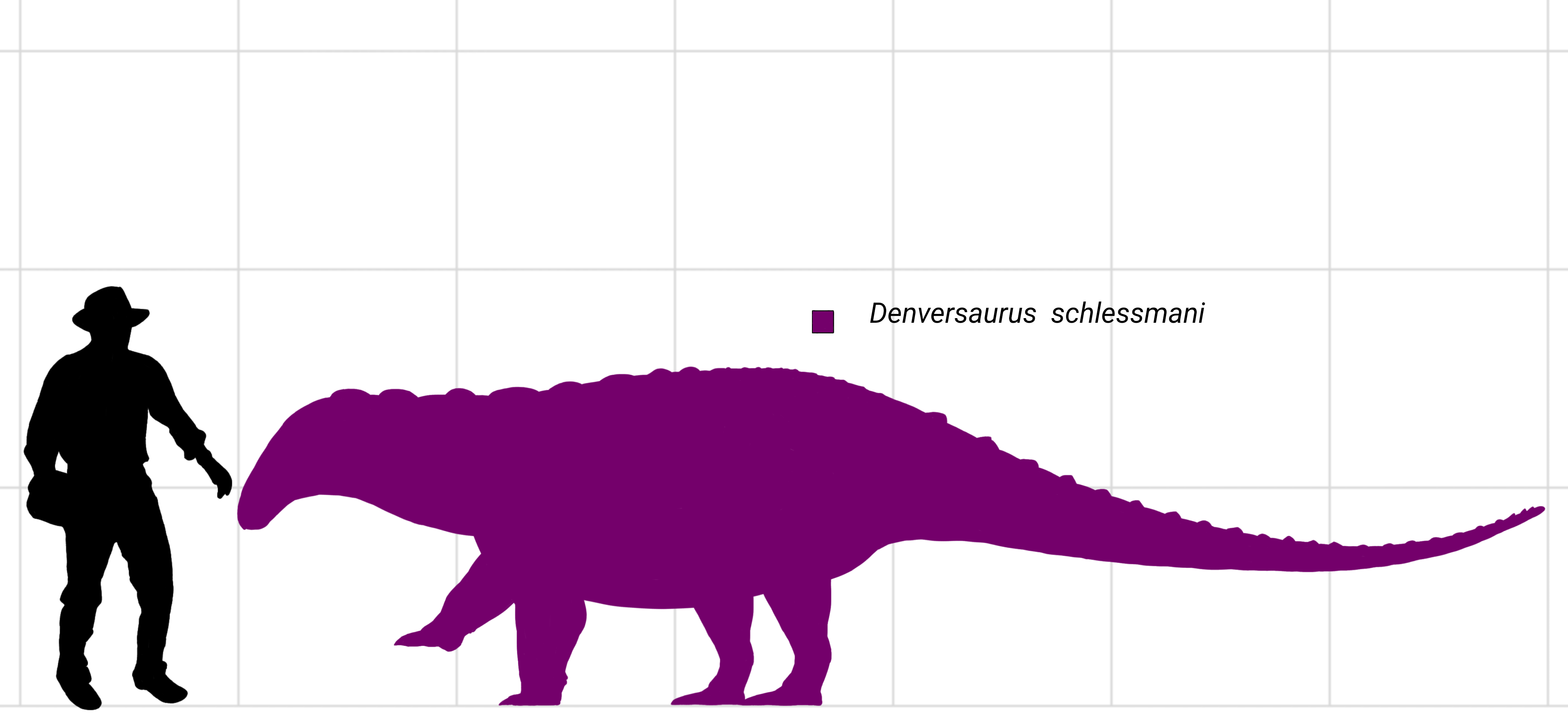
Dimensioni di D. schlessmani

Nel 2010, il paleontologo Gregory S. Paul calcolò che la lunghezza complessiva di un Denversaurus doveva aggirarsi intorno ai 6 metri con altezza di circa 1,50 metri, per un peso di tre tonnellate.
Secondo Bakker, ciò che differenziava il Denversaurus da animali affini come l' Edmontonia e il Chassternbergia (oggi sinonimo di Edmontonia), era un cranio molto largo nella parte posteriore ed una posizione degli occhi più arretrata. Il cranio dell'olotipo ha una lunghezza di circa 496 millimetri e una larghezza nella parte posteriore di 346 millimetri. Nell'esemplare AMNH 3076 le dimensioni del cranio sono più contenute, con 395 mm di lunghezza per 220 mm di larghezza. Secondo Carpenter, tali misure erano anche dovute allo schiacciamento del fossile durante la fossilizzazione.
Lo studio di Burns, concluse che il Denversaurus era diverso anatomicamente da Edmontonia, ma più simile al Panoplosaurus a causa della conformazione cranica comprendente convessità, depressioni e solchi visibili tra le singole ossa e osteodermi presenti nell'armatura dell'animale. Tuttavia, l'animale si differenzia dal Panoplosaurus, poiché presenta un muso più ampio.

## Classificazione
Nel 1988, Bakker classificò il Denversaurus come appartenente alla famiglia degli Edmontoniidae. Questa ipotesi è stata smentita da una moderna analisi cladistica. Oggi il materiale fossile del Denversaurus è pressoché identico al materiale fossile di E. rugosidens o E. longiceps, ed considerato come un nodosauride generico. Paul suggerì anche il Denversaurus fosse il diretto discendente di E. longiceps, mentre Burns pensa che l'animale sia una specie sorella di Panoplosaurus. Ad oggi il Denversaurus, insieme all' Ankylosaurus, il tireoforo più recente evolvendosi poco prima della Grande estinzione del KT.

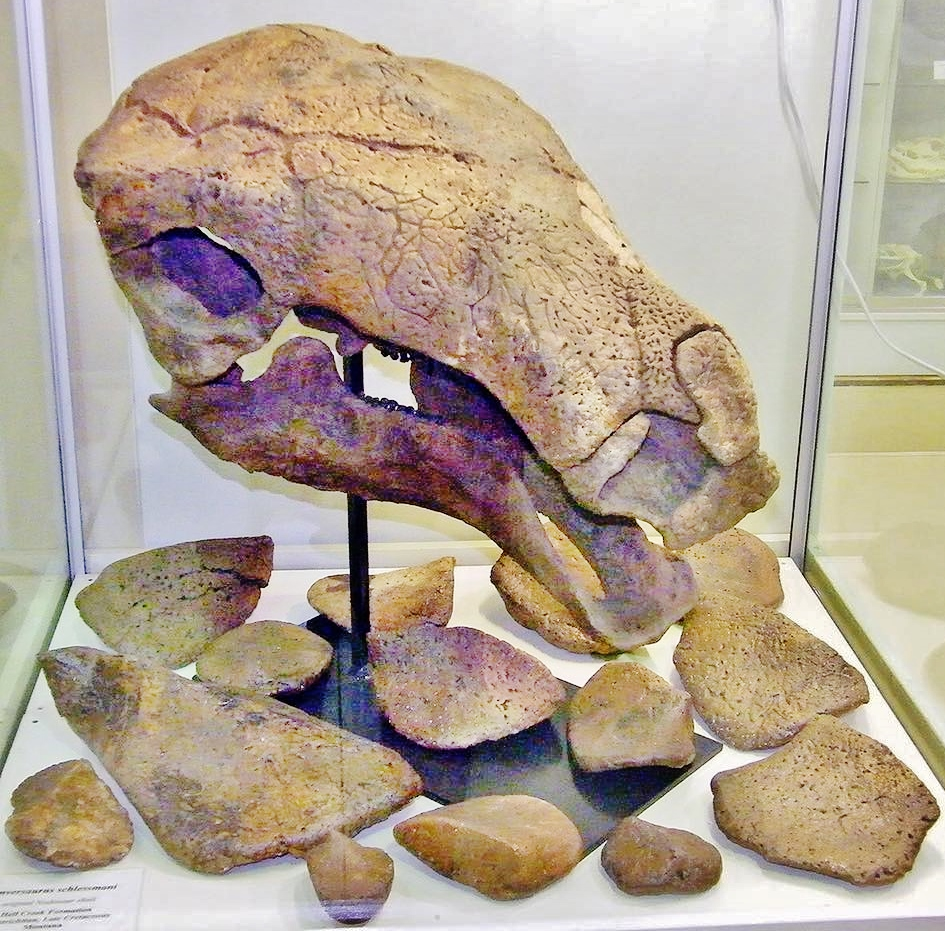
Cranio di Denversaurus

## Storia della scoperta
Nel 1922, Philip Reinheimer , un collezionista e un tecnico impiegato dal Museo di Storia Naturale del Colorado, il predecessore del presente Denver Museum of Natural History, vicino al Dwito o Twito Ranch nella Contea di Corson, South Dakota, scoprì i fossili di un ankylosauro. Nel 1943, Barnum Brown scoprì i resti di Edmontonia longiceps.
Nel 1988, Robert T. Bakker decise di dividere i fossili di Edmontonia: i fossili della specie E. rugosidens vennero ribattezzati come Chassternbergia, mentre i fossili provenienti da Denver vennero assegnati ad un nuovo genere chiamato appunto Denversaurus schlessmani. Il nome generico si riferiva al Denver Museum of Natural History a Denver, Colorado. Il nome specifico onora invece Lee E. Schlessman, un importante benefattore del museo e il fondatore della Schlessman Family Foundation.
L'olotipo del genere,DMNH 468 , risale alla fine dell'era del Maastrichtiano e proveniva dalla Formazione Lance Formazione, in Dakota del Sud. L'olotipo comprende un cranio, a cui manca la mandibola, e alcuni osteodermi della corazza del dorso. Tali fossili fanno oggi parte della collezione del Museo di Denver della Natura e Scienza, da cui il genere ha preso il nome. Bakker in seguito descrisse un secondo cranio, AMNH 3076, ritrovato da un teschio trovato da Brown e Roland Bird, a Tornillo Creek in Brewster County, Texas, in uno strato della Formazione Aguja, risalente anch'esso al Maastrichtiano.
In seguito, il Black Hills Institute of Geological Research ha rinvenuto uno scheletro parziale di un nodosauride, in Niobrara County, Wyoming, soprannominato "Tank", che venne identificato come Denversaurus. Questo scheletro parziale comprendeva la mandibola, alcune parti del tronco e circa un centinaio di osteodermi. Lo scheletro montato è esposto al Rocky Mountain Dinosaur Resource Center, dove è classificato come BHI 127327.

### Dispute sulla validità
La validità come specie di Denversaurus fu messa in discussione in un documento del 1990, sulla sistematica di ankylosauria da parte di Kenneth Carpenter, che ha notato che la diagnosi di Bakker sul Denversaurus si è basa principalmente sul restauro artistico di Bakker dell'olotipo che si trova tuttora in uno stato macinato. Dal momento che DMNH 468 è stato trovato deformato, Carpenter ha assegnato il genere Denversaurus alla specie Edmontonia sp., pur ammettendo un forte somiglianza con Chassternbergia (come E. rugosidens). Con il tempo le due specie di Edmontonia furono sinonimizzate e Denversaurus fu riassegnato come E. schlessmani.
Solo nel 2015, Michael Burns, in un SVP astratto, pubblicò una rivisitazione della sistematica di ankylosauria, sui nodosauridi del Cretaceo Nord Americano, affermando la validità di Denversaurus come genere a sé stante e come specie riconosciuta ufficialmente dalla scienza.